# Frederik Christian Michaelsen
Frederik Christian Michaelsen (13. maj 1760 – 27. december 1837) var en dansk officer.
Han var søn af kaptajn Karl Gustav Joachim Michaelsen (1721-1770), som var bror til Christian Ditlev Michaelsen. Michaelsen sluttede sin karriere som generalmajor. Han var Ridder af Dannebrog og Dannebrogsmand. Hans bedstefader var blevet adlet i Sverige, og han selv blev den 12. juli 1809 ophøjet i den danske adelstand.
Han blev gift 18. juli 1798 i Garnisons Kirke med Sophie Frederikke Prætorius (død 3. august 1819). De havde seks børn.